# Parafia Ewangelicko-Augsburska w Sosnowcu
Parafia Ewangelicko-Augsburska św. Jana w Sosnowcu – parafia Kościoła Ewangelicko-Augsburskiego w Rzeczypospolitej Polskiej należąca do diecezji katowickiej. W 2017 r. liczyła około 120 wiernych.

## Historia
Luteranizm wywołał zainteresowanie w Krakowie zaraz po tym, jak Marcin Luter ogłosił swoje 95 tez. Do tej części Małopolski jednak od razu nie przeniknął.
Religia ewangelicka na terenie Zagłębia Dąbrowskiego zaczęła się zakorzeniać szerzej dopiero na przełomie XVIII i XIX wieku, kiedy ziemie te przyłączono w myśl postanowień III rozbioru do Królestwa Pruskiego, jako Nowy Śląsk.
Zaczęli wówczas przybywać tu zachodni fachowcy, których brakowało, m.in. we właśnie rodzącym się w Zagłębiu Dąbrowskim przemyśle górniczym, tak samo, jak brakowało kapitału do jego rozwinięcia. Mimo że wkrótce ziemie te stały się częścią Księstwa Warszawskiego, a następnie przeszły pod zabór rosyjski, to właśnie kapitał zachodni, głównie niemiecki i francuski, odegrał tu pierwszorzędną rolę.
Pierwsze nabożeństwo ewangelickie odprawiono w 1840 r. w zamku w Będzinie, w którym to celu przyjeżdżał pastor z Tarnowskich Gór. Było wówczas w Zagłębiu Dąbrowskim ok. 430 ewangelików, w tym 128 górników sprowadzonych w 1838 r. z Saksonii. Ich przybycie otworzyło ewangelikom możliwość zawiązania wspólnoty parafialnej - jako filia Będzin Parafii Ewangelicko-Augsburskiej w Tarnowskich Górach.
W 1842 r. filiał przemianowano na Będzin-Dąbrowa i włączono go do Parafii Ewangelicko-Augsburskiej w Wieluniu. Z czasem nabożeństwa odprawiano w Dąbrowie w domach prywatnych oraz w siedzibie Zarządu Górniczego Zachodniego Okręgu Przemysłowego. W Będzinie natomiast urządzono kaplicę ewangelicką w mieście.
W 1853 r. filiał powtórnie przemianowano - na Dąbrowa i włączono go do Parafii Ewangelicko-Augsburskiej w Kielcach.
W 1875 r. filiał włączono do Parafii Ewangelicko-Augsburskiej w Piotrkowie Trybunalskim, skąd dojeżdżał pastor Ludwik Müller. On też prawdopodobnie zaprzestał odprawiania nabożeństw w kaplicy ewangelickiej w Będzinie, na rzecz silnie rozrastającego się zboru sosnowieckiego.
W 1882 r. ewangelicy wznieśli w Dąbrowie kościół i założyli cmentarz. Było wówczas w Zagłębiu Dąbrowskim już ok. 10 tys. zborowników.
Do Sosnowca ewangelicy zaczęli masowo sprowadzać się wraz z przemysłowcami, głównie z Saksonii, pośród których nadrzędne miejsce zajął Heinrich Dietel. Będąc ewangelikiem zadbał też o potrzeby religijne swoich pracowników tego samego wyznania.
Najpierw, prawdopodobnie w 1880 r., wygospodarował dla ewangelików pomieszczenie w swojej fabryce, wzniesionej w tym samym roku na Pogoni, na potrzeby nabożeństw, które odprawiał okazyjnie ks. pastor Ludwik Müller.
W 1882 r., kiedy ufundował szkołę kantoratową, w niej odtąd odprawiano nabożeństwa. W 1886 r. przeznaczył dla zborowników jedną z hal fabrycznych przędzalni czesankowej, a w 1888 r. sfinansował jej rozbudowę, co pozwoliło na konsekrację jeszcze tego samego roku kościoła.
Również w 1888 r. filiał Dąbrowa z powrotem włączono do Parafii Ewangelicko-Augsburskiej w Kielcach.
W 1893 r. Heinrich Dietel sprowadził do Sosnowca prywatnego pastora i nauczyciela - Eugeniusza Uthke. Nabożeństwa odprawiane były w każdą niedzielę w języku niemieckim, a kazanie po polsku.
W zbliżonym czasie ewangelicy założyli cmentarz w Sosnowcu, jako część cmentarza wielowyznaniowego, do którego również przyłożyli się finansowo ewangeliccy przedsiębiorcy Heinrich Dietel i inni, fundując jego mur.
W 1911 r. w Sosnowcu i w całym Zagłębiu było ok. 11.650 ewangelików.
W 1922 r. erygowano parafię w Sosnowcu, podciągając pod nią filiał Dąbrowa (wówczas formalnie już jako Dąbrowa Górnicza). W 1923 r. pojawił się pierwszy proboszcz - pastor Jerzy Tytz. W 1939 r. został on przez władze hitlerowskie usunięty z tego stanowiska i uwięziony.
Po II wojnie światowej kościół w Dąbrowie Górniczej wszedł poprzez umowę kupna-sprzedaży w posiadanie katolików. 
W 1945 roku w budynku plebanii w Sosnowcu zamieszkał ks. Edward Dietz, organizując od nowa życie kościelne. Jednak po jego wyjeździe w 1946 r. do Sopotu, obowiązki duszpasterskie w Sosnowcu sprawował z pobliskich Szopienic ks. Gustaw Gerstenstein, który wkrótce został proboszczem parafii w Sosnowcu, mieszkając jednak w Szopienicach. Było to związane z faktem utraty przez parafię budynku plebanii, który - jak większość wykorzystywanych przed 1945 r. budynków kościelnych - był własnością rodziny Dietlów (później ich spółki akcyjnej) i na podstawie ustawy o nacjonalizacji przemysłu przeszedł na własność państwa. W 1951 r. proboszczem parafii w Szopienicach i administratorem parafii w Sosnowcu został ks. Emil Kowala. W ten sposób została ukształtowana praktyka formalnej współpracy pomiędzy powyższymi parafiami, trwająca do dziś. Po ks. Kowali duszpasterzem parafii był ks. Karol Bauman (1961-1997), a od 1991 r. jest nim ks. Adam Malina.
W latach 50. XX w. cmentarz ewangelicki w Dąbrowie Górniczej ekshumowano, przenosząc szczątki na cmentarz w Sosnowcu. Teren po cmentarzu w Dąbrowie miał być przeznaczony pod budowę instytucji publicznych (żłobek, przedszkole, park), jednak nigdy w tym miejscu nawet nie rozpoczęto żadnych prac i do dziś jest to nieużytek.
Na cmentarzu ewangelickim w Sosnowcu spoczywają m.in.: Heinrich Dietel, związani z Sosnowcem przedstawiciele rodu Schönów i innych, zasłużonych dla tego miasta przemysłowców, Konstanty Ćwierk, księża ewangeliccy Eugeniusz Uthke i Jerzy Tytz.

## Kościoły i kaplice
- Ewangelicko-augsburski kościół św. Jana Ewangelisty w Sosnowcu (parafialny)
- Kaplica na cmentarzu parafialnym przy ulicy Smutnej 6 w Sosnowcu
- Ewangelicko-augsburski kościół św. Barbary w Dąbrowie Górniczej (w latach 1882–1922 parafialny, następnie filialny, a od 1945 r.  rzymskokatolicki)